# I liga polska w piłce siatkowej mężczyzn (1960/1961)
I liga polska w piłce siatkowej mężczyzn 1960/1961 – 25. edycja rozgrywek o mistrzostwo Polski w piłce siatkowej mężczyzn.

## Drużyny uczestniczące
| | I liga 1960/1961   |   |      |
| --- | ------------------ | - | ---- |
| WAR | AZS-AWF Warszawa   | 1 | PEMK |
| KAT | Górnik Katowice    | 2 |      |
| LEG | Legia Warszawa     | 3 |      |
| GDA | Wybrzeże Gdańsk    | 4 |      |
| SZC | Pogoń Szczecin     | 5 |      |
| WAR | Sparta Warszawa    | 6 |      |
| ŁÓD | AZS Łódź           | 7 |      |
| WRO | Gwardia Wrocław    | 8 |      |
| WRO | AZS Wrocław        | 9 |      |
| | Awans z II ligi    |   |      |
| GDA | AZS Gdańsk         |   |      |
| KIE | Korona Kielce      |   |      |
| WAŁ | Chełmiec Wałbrzych |   |      |
| Oznaczenia: - kolumna pierwsza – skróty nazw drużyn wpisane na mapie (jeśli ta została zamieszczona), - kolumna trzecia – miejsce zajęte przez daną drużynę w poprzednim sezonie. |                    |   |      |

## Klasyfikacja końcowa
| Miejsce | Drużyna            |
| ------- | ------------------ |
| 1.      | AZS-AWF Warszawa   |
| 2.      | Górnik Katowice    |
| 3.      | Legia Warszawa     |
| 4.      | AZS Łódź           |
| 5.      | Sparta Warszawa    |
| 6.      | AZS Gdańsk         |
| 7.      | Pogoń Szczecin     |
| 8.      | Chełmiec Wałbrzych |
| 9.      | Gwardia Wrocław    |
| 10.     | Wybrzeże Gdańsk    |
| 11.     | AZS Wrocław        |
| 12.     | Korona Kielce      |

     spadek do II ligi